# Autodirección (psicología)
La autodirección es un rasgo de la personalidad referente a la autodeterminación, es decir, la capacidad de regular y adaptar el comportamiento a las demandas de una situación con el fin de lograr metas y valores elegidos personalmente. Es una de las dimensiones de "carácter" en el Inventario de temperamento y carácter de Cloninger (TCI), quien lo ha descrito como "fuerza de voluntad", definida como "un concepto abstracto metafórico para describir hasta qué punto una persona identifica el yo imaginario como un individuo completo integrado y con un propósito, en lugar de un conjunto desorganizado de impulsos reactivos". Su investigación ha revelado que la baja autodirección es una característica común importante de los trastornos de la personalidad en general. La autodirección está relacionada conceptualmente con el locus de control. Es decir, una baja autodirección se asocia con un locus de control externo, mientras que una alta se asocia con un locus de control interno.  En el modelo de personalidad de los cinco factores, tiene una fuerte asociación inversa con el neuroticismo y una fuerte asociación positiva con la conciencia.

## Componentes
En el Inventario de temperamento y carácter, consta de cinco subescalas:
1. Responsabilidad vs. Culpar (SD1)
2. Intención vs. Falta de dirección de metas (SD2)
3. Ingenio vs. Inercia (SD3)
4. Autoaceptación vs. Autoesfuerzo (SD4)
5. Segunda naturaleza congruente vs. Hábitos incongruentes (SD5)

Cloninger comparó el SD1 con el concepto de locus de control de Rotter. Las personas con un locus de control interno tienden a asumir la responsabilidad de sus acciones y tienen recursos para resolver problemas. Las personas con un locus de control externo tienden a ser apáticas y a culpar a los demás o a la mala suerte de sus problemas. Con respecto al SD2, señaló que Viktor Frankl creía que el propósito significativo es una fuente clave de motivación para los adultos maduros y que el cumplimiento del significado era más importante que los impulsos gratificantes. Cloninger relaciona el SD3 al concepto de autoeficacia de Bandura, las creencias sobre la propia capacidad para tener éxito en el comportamiento dirigido a un objetivo. En relación con el SD4, argumentó que la autoestima y aceptación realista de las propias limitaciones son importantes para el desarrollo maduro del comportamiento autodirigido. Por otro lado, las fantasías infantiles de capacidad ilimitada e inmortalidad generalmente se asocian con un ajuste deficiente y sentimientos de inferioridad. El SD5 se relacionó con una creencia asociada con el Yoga de que el cultivo a largo plazo de objetivos y valores claros transforma el comportamiento esforzado en una "segunda naturaleza" para que una persona actúe automáticamente de manera alineada con sus objetivos y valores más profundos.

## Psicopatología
Los investigadores han sugerido que una combinación de baja autodirección y baja cooperación forman un factor general común a todos los trastornos de la personalidad. La baja autodirección parece ser el predictor más importante entre los rasgos de TCI de tener un trastorno de personalidad. La baja autodirección tiende a asociarse con un estado de ánimo más angustiado, en particular depresión. La investigación ha encontrado que los que no respondieron a la medicación antidepresiva puntuaron más bajo en autodirección en comparación con aquellos que sí respondieron, tanto antes como después del tratamiento, mientras que los que respondieron habían puntuado normalmente en autodirección después del tratamiento. La combinación específica de baja autodirección, baja cooperación y alta autotrascendencia ha sido descrita como un estilo de "personalidad esquizotípica" por Cloninger y sus colegas,  y se ha encontrado que se asocia con altos niveles de esquizotipia (propensión a padecer síntomas psicóticos). También se ha relacionado con niveles más altos de susceptibilidad hipnótica, y esta última se ha relacionado con aspectos de la esquizotipia.